# Nokia 6210
Nokia 6210 er en mobiltelefonmodel introduceret af Nokia i 2000. Udover at ringe og smse, har telefonen også mange andre funktioner som f.eks. alarmur, et HSCSD-modem, en internetklient, 3 spil (Snake 2, Space Impact og Bumper), en lommeregner, en to-do-liste, kalender, infrarød connector, lydoptager samt stopur.

## Tekniske specifikationer
- Dimensioner: 130 × 47 × 19 mm[1]
- Vægt: 114 gram
- Display: 95 × 65 px, monokrom LCD